# Waduł-Siret
Waduł-Siret (ukr. Вадул-Сірет, rum. Vadul Siret, ros. Вадул-Сирет, niem. Czerepkoutz-Sereth) – stacja kolejowa w miejscowości Czerepkiwci, w rejonie czerniowieckim, w obwodzie czerniowieckim, na Ukrainie.
Jest to ukraińska stacja graniczna na granicy z Rumunią. Do stacji doprowadzone są tory w dwóch rozstawach - w używanym na Ukrainie rozstawie rosyjskim 1520 mm oraz od strony granicy państwowej tor w używanej w Rumunii szerokości normalnotorowej 1435 mm. Na stacji znajdują się platformy do zmiany rozstawu kół pociągów.
Przekraczały tu granicę m.in. pociągi relacji Kijów - Bukareszt, Sofia - Moskwa i Mińsk - Warna.

## Historia
Stacja Czerepkoutz-Sereth powstała w XIX w., w czasach austro-węgierskich, na drodze żelaznej lwowsko-czerniowiecko-suczawskiej, pomiędzy stacjami Hliboka i Ruda.
Po II wojnie światowej została sowiecką stacją graniczną na granicy z Rumunią. 

## Bibliografia

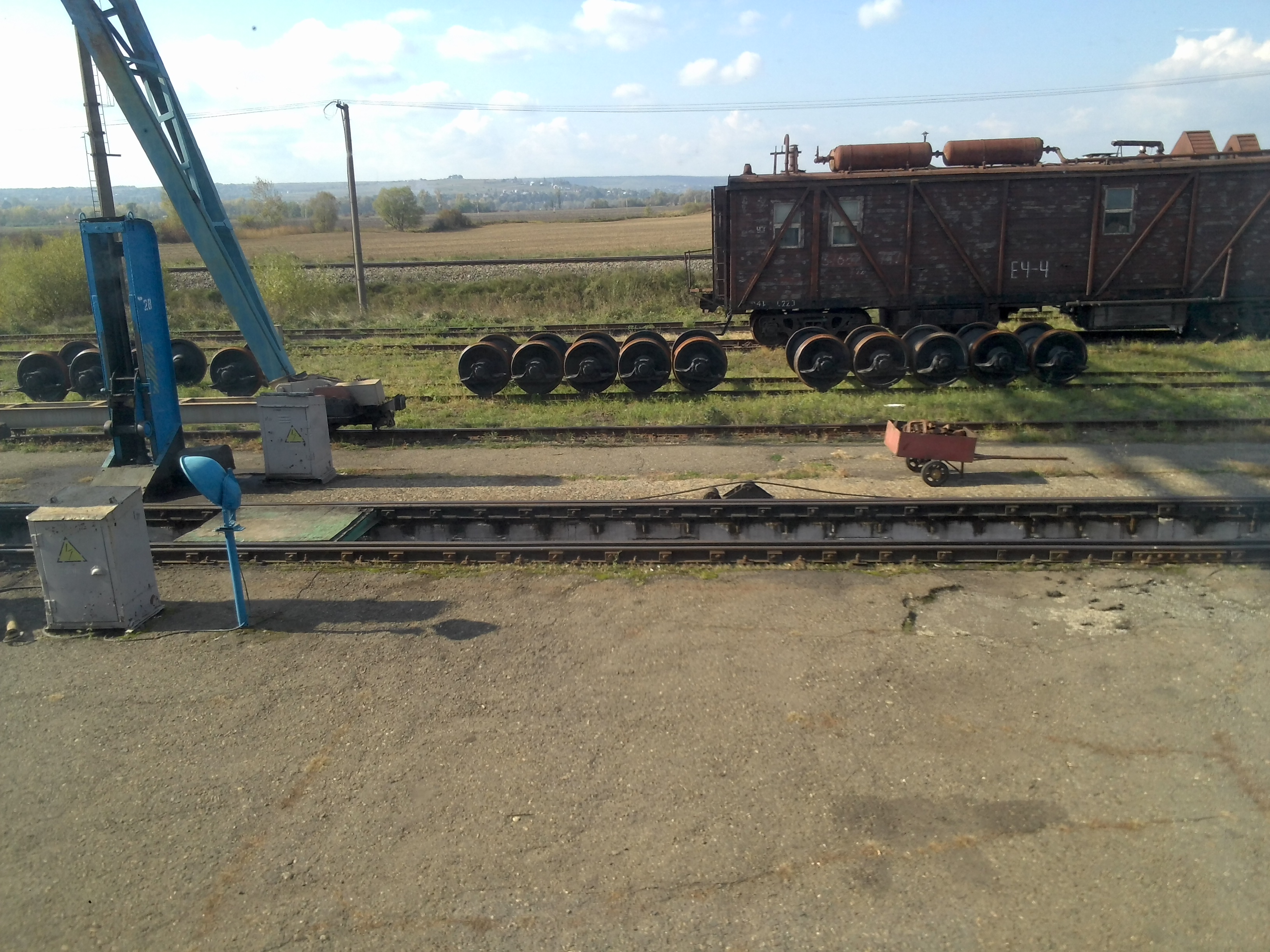
Platforma do zmiany rozstawu kół na stacji Waduł-Siret